# Miro Bulj
Miro Bulj (Sinj, 11. ožujka 1972.) hrvatski je političar, gradonačelnik Sinja, saborski zastupnik i umirovljeni časnik Hrvatske vojske.

## Životopis

### Djetinjstvo i mladost
Rođen je 11. ožujka 1972. Dolazi iz mjesta Suhač kraj Sinja. Otac Neno bio je radnik Dalmatinke, dok se majka Zorka brinula o kućanstvu i obiteljskom gospodarstvu. Drugo je od troje djece u obitelji – ima dvije sestre koje rade u prosvjeti. Obitelj je imala nekoliko krava, pa je Miro kao dječak raznosio mlijeko po Sinju.
Nakon osnovne škole upisao je i završio tekstilnu školu u Sinju.

### Domovinski rat i vojna karijera
Bulj je za vrijeme Domovinskoga rata branio Republiku Hrvatsku od srpsko-jugoslavenske agresije. U ratu je prošao više bojišta, od Vrlike 25. kolovoza 1991. pa do konačna oslobođenja zemlje 1995. godine.
U proljeće 1991. godine, kao 19-ogodišnjak, pristupa rezervnom sastavu MUP-a. U listopadu iz MUP-a prelazi u tek osnovanu 126. brigadu HV-a. Postaje časnikom i dobiva čin zastavnika. Početkom 1994. godine zamrzava čin jer mu je to bio uvjet prelaska u 4. gardijsku brigadu, u kojoj stekao časnički čin, a s činom poručnika umirovljen je 2007. godine.

### Sinjska alka i sukob s Ivom Sanaderom
Uoči Sinjske alke 1999. godine Miro Bulj izabran je za alkarskog momka. Tuđmanov izaslanik na toj Alci bio je general Ante Gotovina. Alkarska uprava pripremila je generalu polaganje temeljna kamena za izgradnju Alkarskih dvora, premda nije bilo glavnog projekta, građevinske dozvole ni osiguranih sredstava. Imali su jedino mramornu ploču postavljenu na zid s prigodnim tekstom kao spomenom na taj čin. 
Iako časnik HV-a, dvije godine poslije Miro Bulj u skupini je najžešćih prosvjednika zbog optužnice protiv Mirka Norca, u to vrijeme alkarskog vojvode. Kad se Norac odlučio predati, odlučeno je da ga na dužnosti alkarskog vojvode zamijeni Ante Kotromanović. Bulj postaje Kotromanovićev alkarski momak. Tu su dužnost obojica obavljala dvije godine. Zbog govora na Alci 2002. godine Kotromanović je za tadašnju alkarsku upravu postao nepodoban. 
U proljeće 2007. u Sinj dolazi premijer Ivo Sanader radi postavljanja temeljna kamena za izgradnju Alkarskih dvora. U svečane odore oblači se cijela alkarska povorka osim Mira Bulja koji je u ranijim unutarhadezeovskim previranjima stao uz Ivića Pašalića. Bulj se odbio odjenuti govoreći da je temeljni kamen za Dvore još 1999. postavio general Gotovina koji je tada bio u Haagu. Časni sud Viteškog alkarskog društva sankcionirao ga je ukorom, mjerom pred isključenje, a zabranjeno mu je sudjelovanje u alkarskoj povorci.

## Politička karijera

### Prije Sabora
Nakon sukoba sa Sanaderom i VAD-om, susjedi Petar Ćurković i Boris Bulj nagovorili su Mira da formira nezavisnu listu za izbore članova Vijeća Mjesnog odbora. Pobjeđuje do tada vladajući HDZ i osvaja apsolutnu većinu. U Suhaču njegovoj Nezavisnoj listi daju povjerenje i na izborima 2011. i 2015. godine. Kao nezavisni vijećnik ulazi u Gradsko vijeće Sinja. Prvi put 2009. godine kada njegova lista osvaja jedan mandat koji je mogao biti prevaga jer su vlast i oporba od 19 vijećnika imali po devet. Bulj je ostao u oporbi, ali je vlast pridobila HSS-ovca s liste HDZ-a. Na izborima 2013. godine Buljeva lista osvaja četiri mandata. Ubrzo ga napušta vijećnik koji prelazi vladajućima osiguravajući im minimalnu većinu.

### U Hrvatskom saboru

#### 8. saziv (2015. – 2016.)
Kao drugi na listi Mosta nezavisnih lista u IX. izbornoj jedinici Miro Bulj ulazi u Hrvatski sabor.
Među najistaknutijim je borcima protiv tadašnjeg predsjednika HDZ-a Tomislava Karamarka u aferi »Konzultantica« nakon koje je srušena Vlada.

#### 9. saziv (2016. – 2020.)
Bulj je ponovno izabran za saborskog zastupnika iz IX. jedinice u 9. sazivu Hrvatskog sabora.

#### 10. saziv (2020. –danas)
U 10. sazivu Hrvatskog sabora Bulj je jedan od 8 članova kluba Mosta.
Potpredsjednik je Odbora za ratne veterane, član Odbora za predstavke i pritužbe, kao i Odbora za unutarnju politiku i nacionalnu sigurnost.

### Gradonačelnik Sinja
U drugom krugu lokalnih izbora 2021. godine Miro Bulj izabran je za gradonačelnika grada Sinja.